# Vorgarten

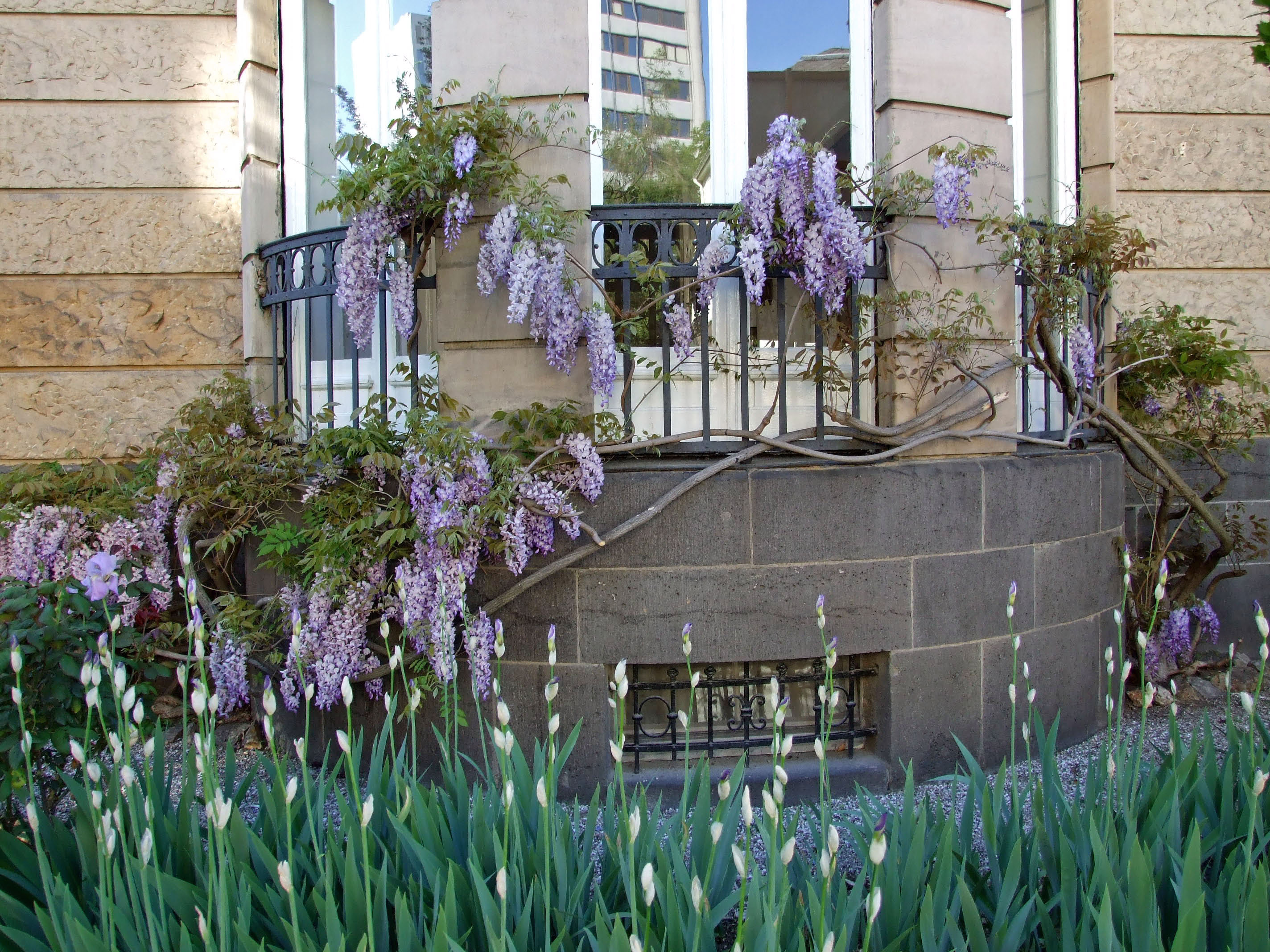
Ein Vorgarten im Frühling

Der Vorgarten ist der Eingangsbereich eines Grundstücks, der zwischen dem Gebäude und der Straße liegt und als Garten gestaltet ist. Zum Vorgarten gehören neben einer Grünfläche der Zuweg zum Hauseingang, die Abgrenzung zur Straße hin durch einen Zaun oder eine andere Einfriedung, eventuell ein PKW-Stellplatz oder Carport und ein sichtgeschützter Platz für die Mülltonnen. 
Da der Vorgarten als Repräsentationsfläche gilt, wird auf seine Gestaltung meist großer Wert gelegt. Die Gestaltungsfreiheit findet aber ihre Grenzen in öffentlichen Vorschriften. Der Abstand zwischen Gebäude und Straße und damit die Größe des Vorgartens können in Deutschland und Österreich im Bebauungsplan festgelegt sein. Kommunale Verordnungen zur öffentlichen Sicherheit und Einheitlichkeit des Straßenbildes können die konkrete Vorgartengestaltung beeinflussen.
Der Vorgarten ist auch eine soziokulturelle Erscheinung und maßgeblich von der Ästhetik der europäischen Landschaftsarchitektur des 17. Jahrhunderts geprägt. Er gilt bei einem Teil der Bevölkerung als „Aushängeschild“ des gesamten Haushalts.

## Ökologische Bewertung und Politisierung
Im Zuge von Biodiversitätsverlusten und der zunehmenden Beachtung von Ökosystemdienstleistungen entwickelte sich in den Vereinigten Staaten (USA) in den 2000er-Jahren eine aus dem Guerilla- und Urban Gardening stammende Kritik am klassischen Vorgarten (mit Rasenflächen und kaum Nutzpflanzen), der in Teilen der USA weiterhin gesetzlich vorgeschrieben ist. Studien zeigen, dass naturbelassene Flächen und Pflanzenvielfalt auch zur Artenvielfalt vorhandener Tiere sowie Kühlung beitragen und weniger Instandhaltungsaufwand bedürfen. Dabei ist die Steigerung der Biodiversität in Vorgärten bisher wesentlich durch ästhetische Motiv der Vielfalt und weniger durch die Wahrnehmung ökologischer Relevanz geprägt, auch wenn lokale Initiativen maßgeblichen Einfluss auf die Problemwahrnehmung haben können. Im deutschsprachigen Raum konzentriert sich die Debatte vor allem auf das Extrem der Schottergärten.